# Monda de Mombeltrán
La Monda de Mombeltrán (denominado abreviadamente como Monda) se trata de un revuelto de huevo con tropezones de chacinería muy típico del municipio de Mombeltrán (provincia de Ávila). El plato es muy tradicional y posee una larga historia culinaria. Su preparación con huevos en forma de tortilla hace que se le denomina tortilla de Mombeltrán.

## Características
El plato suele llevar, por sus ingredientes, un alto contenido cárnico. Se suele preparar con lomo de cerdo y jamón en virutas fritos en manteca en una sartén, junto con picadillo de chorizo. Este revoltijo se ve inundado por diversos huevos batidos y se espera a que cuaje. Se suele presentar bien en forma de revuelto o de tortilla. En el municipio abulense de Mombeltrán se suele celebrar un Día de la Monda. 